# Świerzowa (góra)
Świerzowa (801 m n.p.m.) – szczyt górski w zachodniej części Beskidu Niskiego.

## Piesze szlaki turystyczne
– czerwony szlak Bacówka PTTK w Bartnem – Magura Wątkowska (846 m n.p.m.) – Świerzowa (801 m n.p.m.) – Kolanin (705 m n.p.m.) – Kamień (714 m n.p.m.) – Kąty (Główny Szlak Beskidzki).